# SZK Metalurgi Rusztavi
Az Olimpi Rusztavi (grúzul: საფეხბურთო კლუბი ოლიმპი რუსთავი, magyar átírásban: Szapehburto Klubi Olimpi Rusztavi) egy grúz labdarúgócsapat, székhelye Rusztaviben található.

## Sikerei

### Nemzeti
- Grúz bajnok:

1 alkalommal (2007)

## Eredményei

### Európaikupa-szereplés

#### Összesítve
| Kupa            | J  | Gy | D | V | Rg | Kg |
| --------------- | -- | -- | - | - | -- | -- |
| Bajnokok Ligája | 2  | 0  | 1 | 1 | 0  | 3  |
| UEFA-kupa       | 4  | 2  | 0 | 2 | 5  | 8  |
| Intertotó-kupa  | 4  | 2  | 0 | 2 | 8  | 5  |
| Összesítve      | 10 | 4  | 1 | 5 | 13 | 16 |

## Külső hivatkozások
- A Olimpi Rusztavi adatlapja az uefa.com-on (angolul)